# Брале, Франк
Франк Брале́ (фр. Frank Braley; род. 1968, Корбей-Эсон, департамент Эссонна) — французский пианист.
Первые уроки получил от матери в возрасте четырёх лет. К десяти годам уже дал первый концерт вместе с оркестром Радио Франции, однако затем отошёл от занятий музыкой, поступил в университет. В 18-летнем возрасте оставил университет и всё-таки поступил в Парижскую консерваторию, где занимался у Паскаля Девуайона, Кристиана Ивальди и Жака Рувье. 1-я премия на Конкурсе имени королевы Елизаветы (1991). С тех пор много записывается и концертирует; наивысшие достижения Брале связаны с музыкой Шуберта и Рихарда Штрауса. Особый интерес Брале питает к джазу, много исполняя Гершвина и часто повторяя, что хотел бы импровизировать на сцене, как это принято в джазе.
С сентября 2011 года Брале является профессором Парижской консерватории.